# Campeonato Tocantinense 2018
In 2018 werd het 26ste Campeonato Tocantinense gespeeld voor voetbalclubs uit de Braziliaanse staat Tocantins. De competitie werd georganiseerd door de FTF en werd gespeeld van 31 maart tot 16 juni. Palmas werd kampioen.

## Eerste fase
| Plaats | Club           | Wed. | W | G | V | Saldo | Ptn. |
| ------ | -------------- | ---- | - | - | - | ----- | ---- |
| 1.     | Interporto     | 12   | 5 | 7 | 0 | 16:8  | 22   |
| 2.     | Tocantinópolis | 12   | 5 | 3 | 4 | 16:16 | 18   |
| 3.     | Palmas         | 12   | 4 | 6 | 2 | 15:11 | 18   |
| 4.     | Gurupi         | 12   | 4 | 5 | 3 | 19:11 | 17   |
| 5.     | Sparta         | 12   | 4 | 3 | 5 | 17:17 | 15   |
| 6.     | Araguaína      | 12   | 3 | 6 | 3 | 11:13 | 15   |
| 7.     | Paraíso (1)    | 12   | 0 | 0 | 0 | 0:36  | 0    |

(1): Na zeven speeldagen trok Paraíso zich terug uit de competitie vanwege een spelersstaking nadat lonen niet uitbetaald werden. Het team werd uitgesloten en alle wedstrijden, ook de reeds gespeelden werden als een 0-3 nederlaag geteld.
|  | Gekwalificeerd voor tweede fase |
|  | Uitgesloten                     |

## Tweede fase
In geval van gelijkspel gaat de best geplaatste uit de groepsfase door. 
|  | halve finale   | halve finale | halve finale | halve finale |  |        | finale | finale | finale | finale |
|  |                |              |              |              |  |        |        |        |        |        |
|  |                |              |              |              |  |        |        |        |        |        |
|  | Interporto     | 1            | 1            | 2            |  |        |        |        |        |        |
|  | Gurupi         | 3            | 0            | 3            |  |        |        |        |        |        |
|  |                |              |              |              |  | Gurupi | 2      | 1      | 3      |        |
|  |                |              |              |              |  | Palmas | 2      | 2      | 4      |        |
|  | Tocantinópolis | 0            | 0            | 0            |  |        |        |        |        |        |
|  | Palmas         | 1            | 1            | 2            |  |        |        |        |        |        |

Details finale
|               |                            |       |                              |                                      |
| 16 juni 16:00 | Gurupi                     | 2 – 2 | Palmas                       | Resendão, Gurupi Toeschouwers: 1.041 |
| 16 juni 16:00 | Washington 20' Adriano 78' |       | 87' (pen) Diniz 90+3' Wesley | Resendão, Gurupi Toeschouwers: 1.041 |

| Gurupi | Palmas |

|               |                       |       |          |                                                   |
| 20 juni 20:15 | Palmas                | 2 – 1 | Gurupi   | Estádio Nilton Santos, Palmas Toeschouwers: 3.036 |
| 20 juni 20:15 | Diniz 20' Cleiton 66' |       | 83' Gean | Estádio Nilton Santos, Palmas Toeschouwers: 3.036 |

| Palmas | Gurupi |

### Kampioen
| Campeonato Tocantinense de 2018 |
| Tocantins                       |
| ------------------------------- |
| PALMAS Kampioen (6° titel)      |